# Municipio de Owen (condado de Poinsett)
El municipio de Owen (en inglés: Owen Township) es un municipio ubicado en el condado de Poinsett en el estado estadounidense de Arkansas. En el año 2010 tenía una población de 600 habitantes y una densidad poblacional de 2,03 personas por km².

## Geografía
El municipio de Owen se encuentra ubicado en las coordenadas 35°30′19″N 90°55′52″O / 35.50528, -90.93111. Según la Oficina del Censo de los Estados Unidos, el municipio tiene una superficie total de 295.05 km², de la cual 294 km² corresponden a tierra firme y (0,35 %) 1,05 km² es agua.

## Demografía
Según el censo de 2010, había 600 personas residiendo en el municipio de Owen. La densidad de población era de 2,03 hab./km². De los 600 habitantes, el municipio de Owen estaba compuesto por el 97,5 % blancos, el 0,5 % eran afroamericanos, el 1 % eran de otras razas y el 1 % eran de una mezcla de razas. Del total de la población el 2 % eran hispanos o latinos de cualquier raza.